# کریستینا از دانمارک
```
کریستینا از دانمارک
 (
دانمارکی
: 
Christine af Danmark
؛ نوامبر ۱۵۲۱–۱۰ دسامبر ۱۵۹۰) شاهزاده خانم 
دانمارکی
، دختر 
کریستیان دوم دانمارک
 پادشاه نروژ و ایزابلا از 
اتریش
 بود. او تبدیل به 
دوشس
 
میلان
، سپس دوشس-لورن شد. از سال ۱۵۴۵ تا ۱۵۵۲ در دوران حاکمیت پسرش به عنوان فرماندار لورن مشغول بود. وی همچنین مدعی تاج و تخت 
دانمارک
، 
نروژ
 و 
سوئد
 در سالهای ۱۵۶۱–۱۵۶۱ بود.
```

## اوایل زندگی
کریستینا سال ۱۵۲۱ در نیبورگ در مرکز دانمارک متولد شد. در ژانویه ۱۵۲۳، اشراف علیه پدرش قیام کردند و تاج و تخت را به داییش، دوک فردریک یکم دانمارک واگذار کردند. کریستینا و خواهر و برادرش در آوریل همان سال به دنبال تبعید والدینش به فیره در زیلاند هلند نقل مکان کردند.